# 漫澤蘭頂背節蜱
漫澤蘭頂背節蜱（学名：Tegonotus eupators）为節蜱科頂背節蜱屬下的一个种。